# Heinz Jaeger (Versicherungsdirektor)

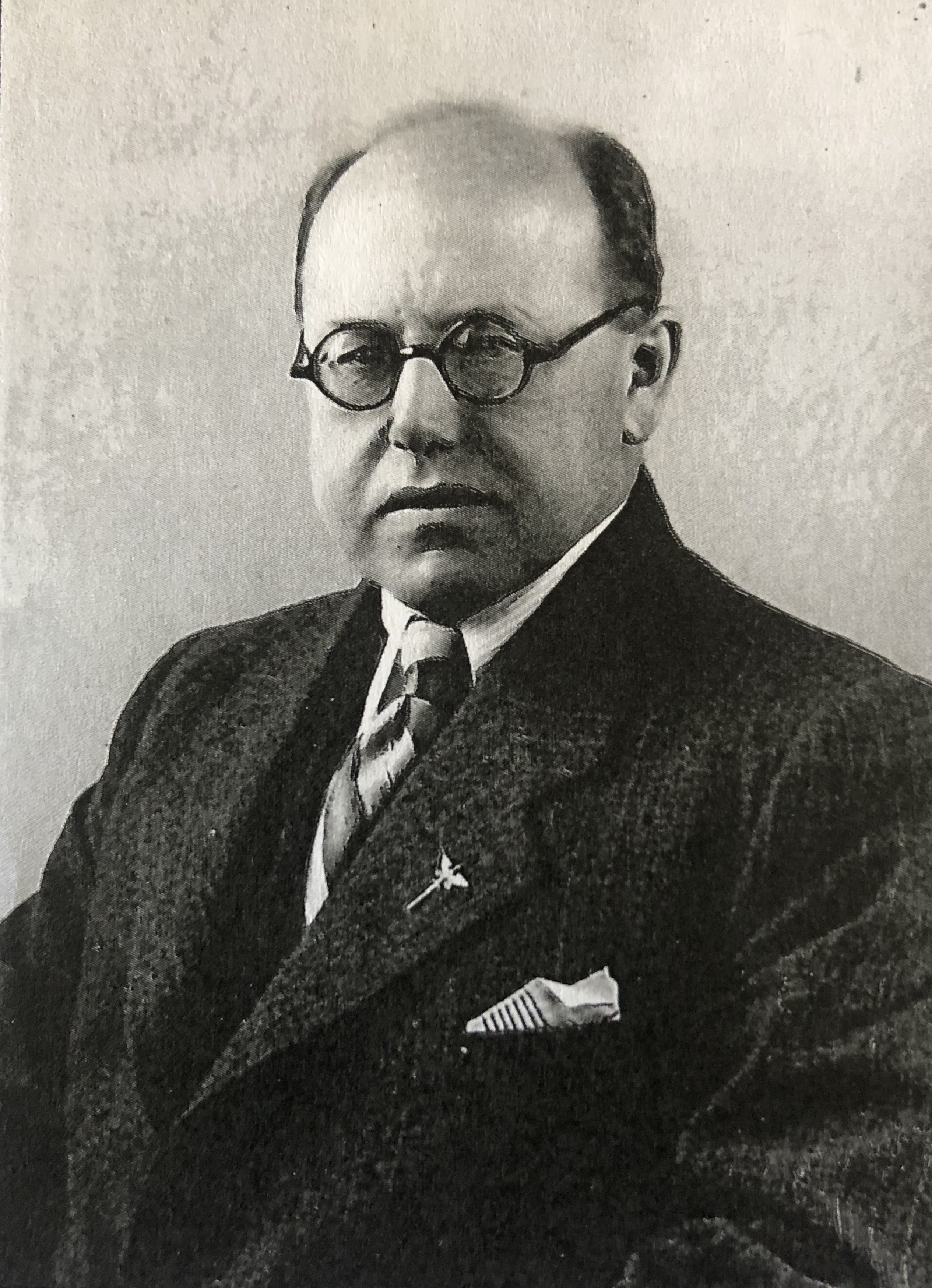
Heinz Jaeger

Heinz Jaeger (* 19. August 1882 in München; † 26. März 1946 in München) war Leiter des  Versicherungsamts der Stadt München.

## Herkunft
Heinrich Richard gen. Heinz Jaeger wurde am 19. August 1882 in München als erster der zwei Söhne des Oberstleutnants Richard Jaeger (1845–1899) und dessen Ehefrau Dorothea Anna Jaeger, geborene Bronzetti (* 5. Mai 1850 in Landau/Pfalz; † 3. März 1934 in München), der Tochter des Generalmajors Heinrich Bronzetti geboren. Sein jüngerer Bruder Franz Karl Jaeger (* 11. September 1884 in München; † 9. November 1976 in München) war Gynäkologe und langjähriger Leiter des Mütterheims in der Taxisstraße in München. Er verfasste zahlreiche Schriften zu gynäkologischen Themen, wie z. B. "Die Gesundheitslehre des Weibes".

## Schulausbildung
Jaeger besuchte die Ludwig-Schule und das Theresien-Gymnasium in München sowie das K. Humanistische Gymnasium in Landau. Das Abitur machte er im Jahre 1902 am Königlichen Theresien-Gymnasium in München.

## Militärdienst
Dem Beispiel des bereits verstorbenen Vaters folgend, trat Jaeger am 14. Juli 1902 als Fahnenjunker in das 7. Feldartillerie-Regiment „Prinzregent Luitpold“ der Bayerischen Armee ein, das er jedoch bereits im Dezember desselben Jahres aus gesundheitlichen Gründen wieder verließ. Während des Weltkrieges wurde Jaeger infolge Unabkömmlichkeit nicht eingezogen.

## Studium
Jaeger studierte ab dem 29. November 1902 Jura in München sowie ein Semester an der Königlichen Friedrich Wilhelm Universität zu Berlin.
Am 1. Juli 1906 bestand er das 1. Staatsexamen und am 8. November 1906 die 1. Prüfung für den höheren Justiz- und Verwaltungsdienst. Nach der Referendarzeit von Dezember 1906 bis Dezember 1909 legte Jaeger die 2. Prüfung für den höheren Justiz-Verwaltungsdienst ab.

## Promotion
Heinz Jaeger promovierte über das Thema „Das Kirchenrechtssystem Pseudoisidors“. Die Universität Würzburg verlieh ihm am 18. November 1908 die Doktorwürde beider Rechte und der politischen Wissenschaften.

## Berufstätigkeit
Vom 21. Mai 1910 bis 17. Mai 1911 arbeitete Jaeger am k. Bezirksamt Starnberg, vom 18. Mai bis 22. November 1911 als Akzessist bei der Regierung von Oberbayern, Kammer des Inneren und vom 23. November 1911 bis 30. Juni 1913 als kommissarischer Hilfsarbeiter am Reichsversicherungsamt Berlin. Für diese Tätigkeit war er vom K. Staatsministerium des Innern beurlaubt worden.
Aufgrund einer Anzeige in der Münchener Gemeinde Zeitung vom 14. Januar 1913 zur „Besetzung der Stelle eines ständigen Stellvertreters des Vorsitzenden des Versicherungsamts“ bewarb sich Heinz Jaeger beim Magistrat der K. Haupt- und Residenzstadt München, wo er unter 38 Bewerbern ausgewählt wurde.
Das k. Staatsministerium des Innern bestätigte mit Schreiben vom 28. Mai 1913 die Bestellung des Regierungsakzessisten Dr. Heinz Jaeger zum zweiten Stellvertreter des Vorsitzenden des städtischen Versicherungsamts München. Mit Magistratsbeschluss vom 1. Juli 1913 wurde ihm der Titel „Städtischer Versicherungsamtmann“ verliehen.
Zum 1. April 1920 wurde Heinz Jaeger auch formal zum Direktor des Versicherungsamts befördert. Diese Tätigkeit, die auch mit der rechtsprechenden Gewalt verbunden war, hatte er schon seit 1913 ausgeübt, da die beiden weiteren Stellvertreter – einen offiziellen Direktor gab es nicht – meist andere Tätigkeiten ausübten. Josef Jehle (1876–1921)
war Vorsitzender des Zentralverbandes der Gemeindebeamten und 1919 als Mitglied der DDP in den Bayer. Landtag gewählt worden. Dr. Wille, der ebenfalls stellv. Direktor war, hatte daneben noch andere Aufgaben in der Stadtverwaltung.
Die Tätigkeit als Direktor übte Jaeger bis zu einer Entlassung durch die amerikanische Militärregierung am 12. November 1945 aus.

## Veröffentlichungen
Schon von 1910 bis 1914 war Jaeger Mitarbeiter der Zeitschrift „Der Staatsbürger“, herausgegeben von Hanns Dorn und Georg Kerschensteiner, ab 1916 Schriftleiter der von ihm mitherausgegebenen „Blätter für Armenpflege und soziale Versicherung“, hielt Vorlesungen für Rechtspraktikanten und zahlreiche Vorträge zu sozialversicherungsrechtlichen Themen. Er war zudem Verfasser zahlreicher Bücher, Broschüren und Beiträge zum Thema Sozialversicherung. Die von ihm herausgegebene Textsammlung „Angestelltenversicherungsgesetz“ wird heute noch im "Aichberger" dem Namen seines Nachfolgers, fortgeführt. Daneben gab er den ebenfalls von Aichberger fortgeführten Kommentar „Die Wochenhilfe“ heraus, sowie den Kommentar „Notstandsmaßnahmen für Rentner der Invaliden- und Angestelltenversicherung“.

## Politische Tätigkeit
Jaeger hatte eine liberalen Weltanschauung, was sich u. a. seinen Beiträgen in der Zeitschrift „Der Staatsbürger“ entnehmen lässt. Im Jahre 1920 trat er der „Deutsch-Demokratischen Partei“ bei, deren 1. Vorsitzender Friedrich Naumann war. Die prominentesten Mitglieder dieser Partei waren der Außenminister Walter Rathenau und der spätere 1. Bundespräsident Theodor Heuss. Im Jahr 1921 wurde Jaeger Vorsitzender der Ortsgruppe an seinem damaligen Wohnort Solln bei München. Wegen seiner Weigerung, bei einer Gemeindewahl ein Wahlbündnis mit den Nationalsozialisten einzugehen, wurde er von diesen angefeindet, als linksgerichtet und deshalb vaterlandsfeindlich bezeichnet. Wegen seiner politischen Einstellung wurden auch seine heranwachsenden Söhne angefeindet, weshalb er im Jahre 1929 seinen Wohnsitz nach München verlegte. Als die Deutsch-Demokratischen Partei sich zur Staatspartei entwickelte, trat er aus dieser aus.
Dem durch den Bürgermeister der Stadt München, Karl Tempel, im Juli 1937 ohne sein Einverständnis für ihn gestellten Antrag auf Aufnahme in die NSDAP konnte er sich nicht entziehen. Die Aufnahme erfolgte mit Rückdatierung auf dem 1. Mai 1936.
Jaeger entfaltete keinerlei Tätigkeiten im Sinne der Nationalsozialisten. Seine Mitgliedschaft mit der Rückdatierung auf 1936 genügte jedoch für seine Entlassung durch die amerikanische Militärregierung. Daran konnte auch die Stellungnahme des Gutachterausschusses des Stadtrats vom 27. Juli 1945, der die Zurücknahme des Entlassungsbefehls empfohlen hatte, nichts ändern.
Heinz Jaeger verstarb wenige Monate nach seiner Entlassung aus dem Städtischen Dienst, am 26. März 1946. Grund war sein seit langem angeschlagener Gesundheitszustand, der sich durch den Streit über die Entlassung naturgemäß nicht verbessert hatte. Ärztliche Gutachten besagen, dass er schon seit gut zehn Jahren an Darmbeschwerden und Neigung zu Bronchitis litt und seit 1942 wegen Herzbeschwerden in ärztlicher Behandlung und auch stationär im Krankenhaus war. Dienstunfähigkeit habe bereits vor der Entlassung bestanden.
Entsprechend den damaligen Bestimmungen wurde ihm zunächst das Ruhegehalt und seiner Witwe die Witwenpension verweigert. Erst mit Beschluss vom 17. Februar 1948 nahm das Bayerische Staatsministerium für Sonderaufgaben davon Abstand, gegen Jaeger ein Verfahren gemäß Artikel 37 BefrG vom 5. März 1946 durchzuführen. Dies bedeutet, dass Jaeger weder als Hauptschuldiger noch als Belasteter im Sinne dieses Gesetzes anzusehen und somit entlastet war. Daraufhin wurde auch die Witwenpension ausbezahlt.

## Auszeichnungen und Orden
Im April 1916 verlieh König Ludwig III Jaeger das Kreuz für Heimatverdienste. Für seine Verdienste um die öffentliche Wohlfahrtspflege der Stadt München während des Krieges wurde ihm im August 1920 ein Gedenkblatt gewidmet. Am 30. Januar 1943 erhielt er das Kriegsverdienstkreuz 2. Klasse als Mitarbeiter im Hauptamt für Kommunalpolitik.

## Ehe und Nachkommen
Am 1. Mai 1912 heiratete Heinz Jaeger in Düsseldorf Elsbeth Dormann (* 10. Oktober 1882 in Düsseldorf; † 18. Juni 1964 in München), die Tochter des Arztes Dr. Franz Joseph Dormann (* 12. Dezember 1845 in Nievenheim; † 30. Januar 1918 in Düsseldorf) und seiner Ehefrau Anna Wilhelmine Westphal (* 19. Juli 1853 in Petershagen; † 26. Februar 1927 in Solln).
Das Ehepaar hatte zwei Söhne:
- Richard Jaeger (1913–1998), von 1949 bis 1980 Mitglied des Deutschen Bundestages (CSU), Vizepräsident des Deutschen Bundestages und Bundesminister der Justiz.
- Harald Jaeger (* 7. Juni 1916 in München; † 16. März 1976 in München), Direktor des Staatsarchivs in München.[10]